# Misasa
Misasa (三朝町, Misasa-chō) est un bourg situé dans le district de Tōhaku, dans la préfecture de Tottori, au Japon.

## Géographie

### Situation
Misasa est situé dans le centre de la préfecture de Tottori.

### Municipalités limitrophes
| Kurayoshi | Yurihama | Tottori  |
| Kurayoshi | Misasa   | Tottori  |
| Maniwa    | Kagamino | Kagamino |

### Démographie
En novembre 2023, la population de Misasa était de 5 960 habitants, répartis sur une superficie de 233,52 km2.

### Topographie
Le mont Mitoku se trouve sur le territoire du Misasa.

### Climat
Misasa a un climat subtropical humide caractérisé par des étés chauds et des hivers froids avec de fortes chutes de neige. La température moyenne annuelle est de 13,2 °C. La pluviométrie annuelle moyenne est de 2 097 mm, septembre étant le mois le plus humide.

## Histoire
La municipalité est née en 1953 de l'union de cinq villages : Oshika, Mitoku, Asahi, Takeda et Misasa.

## Culture locale et patrimoine
- Sanbutsu-ji
- festival Marie Curie[4]

## Jumelage
Misasa est jumelé avec Lamalou-les-Bains en France.